# Piccolo Sceriffo
Kit Hodgkins è un personaggio immaginario noto come Il Piccolo Sceriffo creato da Tristano Torelli e disegnato da Camillo Zuffi e protagonista di una serie a fumetti di genere western pubblicata dal 1948 al 1966 dall'editore Torelli e poi dall'editore Angelo Fasani. La serie, esordendo il 30 giugno 1948, risulta essere il primo fumetto pubblicato in Italia nel formato a strisce; la serie ha avuto diverse edizioni straniere ed è stata ristampata in Italia numerose volte fino agli anni novanta. Gli autori realizzarono anche due romanzi con il personaggio e nel 1950 venne presentato alla Mostra Internazionale del Cinema di Venezia un film andato poi perduto diretto da Vittorio Sala.
Il personaggio appartiene a una schiera di eroi adolescenti molto diffusi negli anni cinquanta e sessanta come Capitan Miki, il Piccolo Ranger e altricosì voluti per favorire la loro identificazione con i potenziali giovani acquirenti che grazie alla vicinanza di età potevano rispecchiarsi nei protagonisti delle avventure a fumetti.

## Biografia del personaggio
Kit Hodghins (o Hodgkins), rimasto orfano del padre sceriffo, cattura l'assassino del padre e diviene il nuovo sceriffo di Praire Town. I comprimari sono Piggy, la sorella Lizzie, la fidanzata Flossie figlia di Garrett, e Roki, un coyote addomesticato che da quel periodo diede il suo nome a migliaia di cani in Italia.

## Storia editoriale
La serie delle storie del personaggio inizia sulla testata omonima edita dalla Torelli dal 1948 fino al 1957 quando la collana modificò per varie volte la testata fino a quando, nel 1960, la serie di storie del personaggio proseguì prima sulla nuova testata Sceriffo Gigante e poi sull'Albo Grandi Avventure, per poi concludersi definitivamente nel 1966 su un'altra testata Il Piccolo Sceriffo.
Il personaggio esordisce sulla serie omonima il 30 giugno 1948 edita inizialmente dalla Editrice Star che poi diverrà Editrice Torelli; le storie sono scritte da Tristano Torelli e Giana Anguissola e disegnate da Camillo Zuffi; la collana venne edita divisa in dieci serie con cambi di formato - prima a striscia, poi a quadrotto e infine a libretto - e chiuse dopo 847 albi il 30 dicembre 1965. Le prime cinque serie hanno come testata Il Piccolo Sceriffo e, oltre alle storie del personaggio, pubblicavano anche altre serie a fumetti e racconti in prosa; dalla sesta serie la testata divenne Il Nuovo Sceriffo e presentava, oltre alla serie a fumetti del personaggio intitolata ora Kit lo Sceriffo, altre serie a fumetti sia italiani che stranieri; dalla ottava serie la testata diventa Il Nuovo Sceriffo presenta Radar, un personaggio ideto da Franco Donatelli, e venne edita dalla Fasani che presentò, insieme alle storie di Radar, nuove storie del personaggio e altre serie di autori italiani; dalla nona serie la testata diventa definitivamente Radar e le nuove storie del personaggio proseguono sulla nuova testata Sceriffo Gigante e sull'Albo Grandi Avventure. Della prima testata vengono editi 18 numeri dal 1963 al 1964 che presentano nuove storie del personaggio insieme a ristampe delle prime storie oltre a quelle di nuovi personaggi italiani; le nuove storie del personaggio proseguono poi nei numeri pari della seconda testata con il titolo Kit lo Sceriffo, realizzate da Tristano Torelli e Camillo Zuffi, e pubblicate dal 1964 al 1965 per trenta numeri sempre dall'editore Fasani. L'anno successivo, su quattro numeri della settima e ultima serie della testata di ristampe Il Piccolo Sceriffo, edita dalla S.E.P.I.M, vengono pubblicati gli ultimi episodi inediti del personaggio concludendone definitivamente la saga.

### Ristampe
Il personaggio è stato riproposto in numerose ristampe nel corso degli anni in nuove collane o in edizioni anastatiche. Una prima ristampa si era già avuta nel 1949 in una testata omonima edita fino al 1953 che ripropose parzialmente la prima serie a strisce, sostituita poi dalla testata sempre omonima edita dal 1954 al 1966 per 153 numeri divisi in sette serie che ripropose l'intera serie originale del personaggio già edita dal 1948 con, in più, gli ultimi episodi inediti nel 1966, oltre a quelli già presentati su Sceriffo Gigante. Contemporanea di questa collana fu la testata Albo dello sceriffo edita tra il 1957 e il 1958 per 55 numeri che ristamparono solo la prima serie seguita poi dalla collana Piccolo Sceriffo Mensile, edita per 33 numeri dal 1965 al 1967, che presentò la ristampa di storie del personaggio comparse su varie edizioni Fasani e Torelli ed edita prima dall'editore Fasani e poi dalla S.E.P.I.M. Nel 1969 ci fu una edizione dell'editore Meroni intitolata Sceriffo Kit, edita fino al 1970 per 10 numeri al quale seguirono riproposte delle storie nelle testate EVVIVA! della Sepim nel 1973, Comics Color Book della M.G. nel 1977 e quelle dell'editoriale Dardo negli anni novanta che pubblicò nel formato bonelliano una nuova serie di ristampe edita fino al 2001 per 112 numeri che riproposero sui primi 100 numeri in ordine cronologico le storie del personaggio, completandone la serie con la testata Il Piccolo Sceriffo Old America, edita in 21 volumi dal 1990 al 1994. Ci sono poi state anche varie ristampe anastatiche edite delle Edizioni Vecchi Ricordi.

### Edizioni estere
La serie a fumetti è stata pubblicata anche all'estero: ha avuto un'edizione inglese intitolata Little Sheriff, una francese intitolata Le Petit Shériff della Sagé, una tedesca intitolata Der Kleine Sheriff e una brasiliana delle edizioni Vecchi, anche un'edizione spagnola popolare intitolata El pequeño sheriff.

## Altri media

### Narrativa
Giana Anguissola e Tristano Torelli sono gli autori di due romanzi: “Il Piccolo Sceriffo” e “Artiglio nero”.

### Cinema
Dal fumetto fu tratto nel 1950 un mediometraggio omonimo diretto da Vittorio Sala ed interpretato dai nipoti di Tristano Torelli. Dopo esser stato presentato nella sezione ragazzi della XI Mostra del cinema di Venezia ebbe una sola proiezione in orario mattutino il giorno 3 dicembre 1950 presso il cinema Impero di Milano. L'unica copia sarebbe stata venduta insieme a materiale editoriale inerente al film, a parenti di Torelli emigrati in Sud America. Il film si considera purtroppo perduto.
Della stessa serie sarebbe stato filmato anche un secondo episodio, "La donna indiana", con medesimo cast e staff tecnico.

### Fotoromanzo
Nel 1972 ne fu tratto un fotoromanzo sexy edito sul quattordicinale per uomini Caballero della Sepim il cui editore era il figlio di Tristano Torelli, Guglielmo.